# إيدوغميش
إيدوغميش هي قرية في مقاطعة لنجان، إيران. يقدر عدد سكانها بـ 9 نسمة بحسب إحصاء 2016.